# Madison Square Garden (1925)
El tercer Madison Square Garden (MSG III) fue un pabellón deportivo en la ciudad de Nueva York, y el tercero en utilizar ese nombre. Fue construido en 1925 y cerrado en 1968, y fue ubicado en la Octava Avenida, entre las calles 49 y 50, en Manhattan. Fue el primer «Garden» que se construyó fuera de Madison Square. El MSG III fue la sede de los Rangers de hockey; y de los Knicks de baloncesto, aunque también albergó numerosas peleas de boxeo, conciertos y otros muchos eventos.

## Historia
La apertura del tercer Madison Square Garden tuvo lugar el 9 de enero de 1925. Diseñado por el célebre arquitecto de teatros Thomas W. Lamb, fue construido con un coste de 4 750 000 dólares en 249 días, por el promotor de boxeo Tex Rickard, que reunió a los partidarios que él llamó sus "600 millonarios" para financiar el proyecto. El nuevo estadio fue denominado "The House That Tex Built" (La Casa que construyó Tex). En contraste con las torres ornamentales del segundo Garden de Stanford White, el exterior del MSG III fue una simple caja. Su rasgo más distintivo fue la carpa adornada por encima de la entrada principal, con sus siglas aparentemente interminables (Tomw., V/S, Rgrs, Tonite, Thru, etc). Incluso el nombre de la arena fue abreviado, a Madison Sq. Garden.
El estadio, que abrió sus puertas el 15 de diciembre de 1925, medía 61 por 114 metros, y disponía de asientos en tres niveles, con una capacidad máxima de 18.496 espectadores para el boxeo. Había líneas pobres en cuanto a visión, especialmente para ver el hockey, donde los aficionados sentados en la parte más alta no podían ver bien, a menos que se sentaran en la primera fila. El hecho de que había poca ventilación y que se permitía fumar llevaba a menudo a una neblina en las partes superiores del Garden.
A lo largo de su historia, el Madison Square Garden III estuvo a cargo de Rickard, el general John Reed Kilpatrick, Ned Irish e Irving Mitchell Felt. Este tercer Madison Square Garden fue reemplazado por el que existe actualmente.

## Boxeo
El boxeo era el principal reclamo del Madison Square Garden III. El primer combate tuvo lugar el 8 de diciembre de 1925, una semana antes de la apertura oficial. El 17 de enero de 1941, 23 190 personas fueron testigos del combate entre Fritzie Zivic y Henry Armstrong, convirtiéndose en la mayor asistencia registrada en el Garden.

## Hockey
Los New York Rangers, propiedad de Tex Rickard, llevan su nombre debido a un juego de palabras que con el nombre de Tex: Tex's Rangers. Sin embargo, los Rangers no fueron el primer equipo de la NHL en jugar en el Garden, los New York Americans habían comenzado jugar en 1925, y gozaban de un éxito tan tremendo que Rickard quiso su propio equipo también. Los Rangers fueron fundados en 1926, jugando su primer partido en el Garden el 17 de noviembre de 1926, y ambos equipos jugaron allí hasta que los Americans desaparecieron debido a la Segunda Guerra Mundial, en 1942. Mientras tanto, los Rangers habían usurpado el éxito a los Americans, ganando tres Copas Stanley entre 1928 y 1940. La negativa de la gerencia del Garden en permitir la resurrección de los Americans después de la guerra, fue una de las teorías populares en que se basa la maldición de 1940, que supuestamente impidió a los Rangers ganar la Copa Stanley de nuevo hasta 1994.
Los New York Rovers, también jugaron en el Garden los domingos por la tarde, mientras que los Rangers jugaron los miércoles y domingos por la noche.

## Circos
Mientras que el Ringling Brothers and Barnum & Bailey Circus había debutado en el segundo Garden en 1919, el tercero acogió un gran número de actuaciones. El circo era tan importante para el Garden que cuando los Rangers jugaron la final de 1928 de la Copa Stanley, el equipo se vio obligado a jugar en la calle, lo que no les impidió ganarla. El circo continuaría llevando a cabo sus funciones tres veces al día durante toda la vida del tercer Garden, echando de esta manera varias veces a los Rangers del Garden a la hora de los playoffs.
Las acrobacias circenses, incluían actos en los anillos, así como en la cuerda floja y el trapecio. Una de las actuaciones más espectaculares que se llevaron a cabo únicamente en el Garden, y que no se representaba cuando el circo estaba en otro lugar, era el que llevaba a cabo Blinc Candlin, un bombero de Nueva York, quien montaba en su antigua bicicleta de rueda alta de la década de 1880, y rodaba por la cuerda floja; número que representó durante más de dos décadas desde la década de 1910 y hasta bien entrada la de 1930.

## Como estadio de baloncesto
El primer partido de baloncesto se jugó en la calle 50, junto al Garden, el 6 de diciembre de 1925, nueve días antes de la inauguración oficial. Se enfrentaron los Original Celtics y los Washington Palace Five; los Celtics ganaron 35-31. El Feliz cumpleaños, Sr. Presidente que cantó Marilyn Monroe a John F. Kennedy tuvo lugar en el MSG III en mayo de 1962. Los New York Knicks debutaron en el edificio en 1946, que fue una de sus sedes (la otra estaba en el 69th Regiment Armory, un histórico edificio situado en la Avenida Lexington.
El MSG III también albergó siete campeonatos de baloncesto masculino de la NCAA entre 1943 y 1950, el primer National Invitation Tournament en 1938, y el All-Star Game de la NBA en 1954, 1955 y 1968. La City College of New York (CCNY), fue una de las primeras escuelas a las que se les prohibió jugar en el MSG, debido a un escándalo ocurrido a principios de los años 1950.

## Demolición
Cuando el tercer Madison Square Garden fue derruido, hubo una propuesta por construir el edificio más alto del mundo en su lugar, lo que provocó una gran batalla en el barrio de Hell's Kitchen, donde se encontraba. En última instancia, el debate dio lugar a estrictas restricciones de altura en la zona. El espacio quedó como aparcamiento hasta 1989, cuando el One Worldwide Plaza, diseñado por David Childs de Skidmore, Owings and Merrill, fue construido en el lugar donde estuvo ubicado el MSG III.

## En el cine
Estrenada en 1941, la escena de Ciudadano Kane, con Charles Foster Kane, de pie frente a su foto gigante haciendo un discurso de campaña como candidato a gobernador de Nueva York tuvo lugar en el MSG III, aunque no se rodó allí. 
Un evento que nunca se llevó a cabo en el Garden, fue una convención nacional demócrata o republicana, ya que ninguna de las partes se reunieron en Nueva York para seleccionar a sus candidatos para Presidente y Vicepresidente entre 1924 y 1976. A pesar de esto, las escenas culminantes de la película de 1962 The Manchurian Candidate, en las que un asesino intenta matar a un candidato presidencial en una convención, se rodó en el MSG III. 
El MSG III fue un lugar destacado en la película de Ron Howard, Cinderella Man (2005), ubicándolo entre Times Square y Broadway, cuando en realidad el edificio existió una manzana más al oeste.